# Bocoy

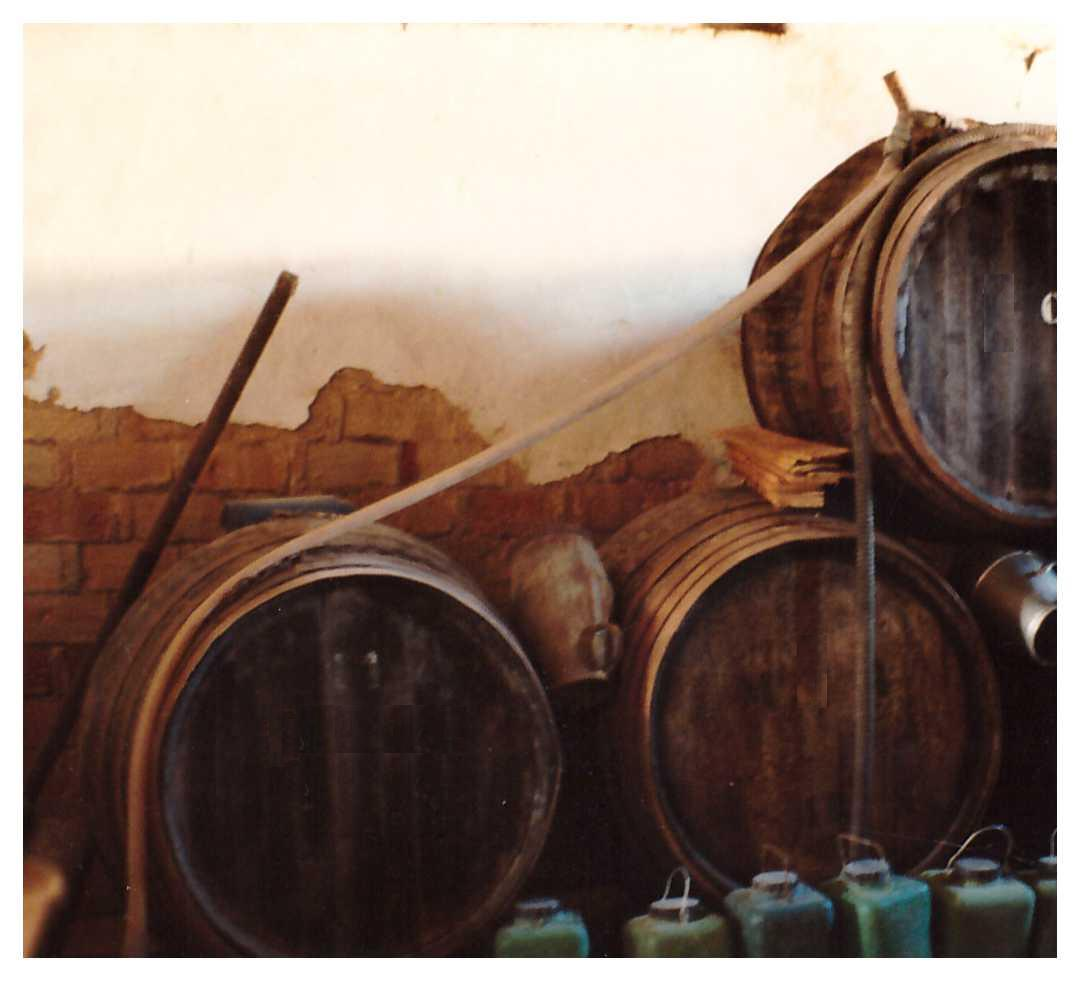
Bocoyes apilados en una bodega de Huelva

Un bocoy es un tonel que suele tener una capacidad de 40 arrobas (650 litros). Suele ser de madera de roble o de castaño, más porosa que la de roble. Es muy usado en la vinicultura del suroeste de España. Los bocoyes también han sido usados para almacenar aceitunas en su correspondiente salmuera.